# August Reinsdorf

August Reinsdorf (Zeichnung von unbekannter Hand)

Friedrich August Reinsdorf (geboren am 31. Januar 1849 in Pegau; gestorben am 7. Februar 1885 in Halle an der Saale) war ein deutscher Schriftsetzer und Anarchist. Bekannt wurde er durch das fehlgeschlagene Attentat am Niederwalddenkmal auf den Kaiser und die Fürsten des deutschen Kaiserreichs. Reinsdorf war an der Planung beteiligt, krankheitsbedingt jedoch nicht an der Ausführung. Das Komplott war der fünfte Anschlag auf Wilhelm I. Ein erstes bekannt gewordenes Attentat hatte 1849 ein anonym gebliebener Heckenschütze auf den damaligen Prinzen von Preußen unternommen. 1861 folgte die Aktion Oskar Beckers. 1878 kam es im Abstand von drei Wochen zu den Anschlägen von Max Hödel und Karl Eduard Nobiling. Letzterem gelang das einzige Attentat, bei dem Wilhelm I. ernstlich verletzt wurde. 

## Leben

### Jugend und Wanderjahre
August Reinsdorf war der älteste Sohn des Schuhmachers Friedrich August Reinsdorf und dessen Ehefrau Christinae Emilie. Er hatte elf Geschwister, darunter seinen Bruder August Bruno Reinsdorf.
Reinsdorf besuchte die Volksschule in Pegau und erlernte den Beruf eines Schriftsetzers. Nach Beendigung der Lehre Ostern 1865 begab er sich auf Wanderschaft, die ihn nach Frankfurt am Main, Naumburg, Stettin, Berlin, Hannover, und London führte. Hier lernte er 1869 Johann Most kennen. Dann ging er nach Freiburg im Breisgau, Mannheim, Stuttgart, Tübingen, Meßkirch und Radolfzell. Von dort nach Winterthur, St. Gallen, Zürich, Basel, Solothurn und Freiburg, Lausanne und Genf. In der Schweiz war er aktiv in der Berufsgewerkschaft „Typographia“ Reinsdorf besuchte nach eigenen Angaben in Zürich Versammlungen der schweizerischen Sektion der Internationalen Arbeiterassoziation. In Genf lernte er Johann Philipp Becker, Bakunin, Kropotkin, Paul Brousse und andere Anfang 1874 kennen. 1874 kehrte August Reinsdorf nach Deutschland zurück und war längere Zeit in Leipzig in seinem Beruf tätig, bis er wegen seiner Anschauungen gekündigt wurde. Dann wandte er sich nach München und Pest. Pest musste er verlassen, weil er dort nicht genügend Arbeit fand. Im Juni 1876 traf Reinsdorf mit Most in Berlin zusammen. Er nahm am Berner Kongress der sogenannten Antiautoritären Internationale als Delegierter teil und schrieb darüber Korrespondenzen an die von Most redigierte „Berliner Freie Presse“. Bereits 1877 wurde Reinsdorf aus der Sozialdemokratischen Arbeiterpartei ausgeschlossen.
Nach Meinung von Most war Max Hödel ein „Schüler“ von Reinsdorf, der „die kaiserliche Bestie am helligsten Tage in Berlin […] erschießen“ sollte. Reinsdorf wurde in Zusammenhang mit dem Attentat von Max Hödel im Mai 1878 von dem Berliner Polizisten Krüger verhört, allerdings ohne Ergebnis. 1881 wurde er in Berlin vorübergehend verhaftet und am 2. Juni 1881 ausgewiesen. Wieder in Leipzig wurde er am 28. Juni 1881 wegen des Kleinen Belagerungszustandes ausgewiesen. Reinsdorf ging nach Pegau und anschließend nach Nancy. 1883 lebte er in Elberfeld unter dem Namen „Pelsenbach“.

### Planung und Durchführung des Niederwalddenkmalsattentats

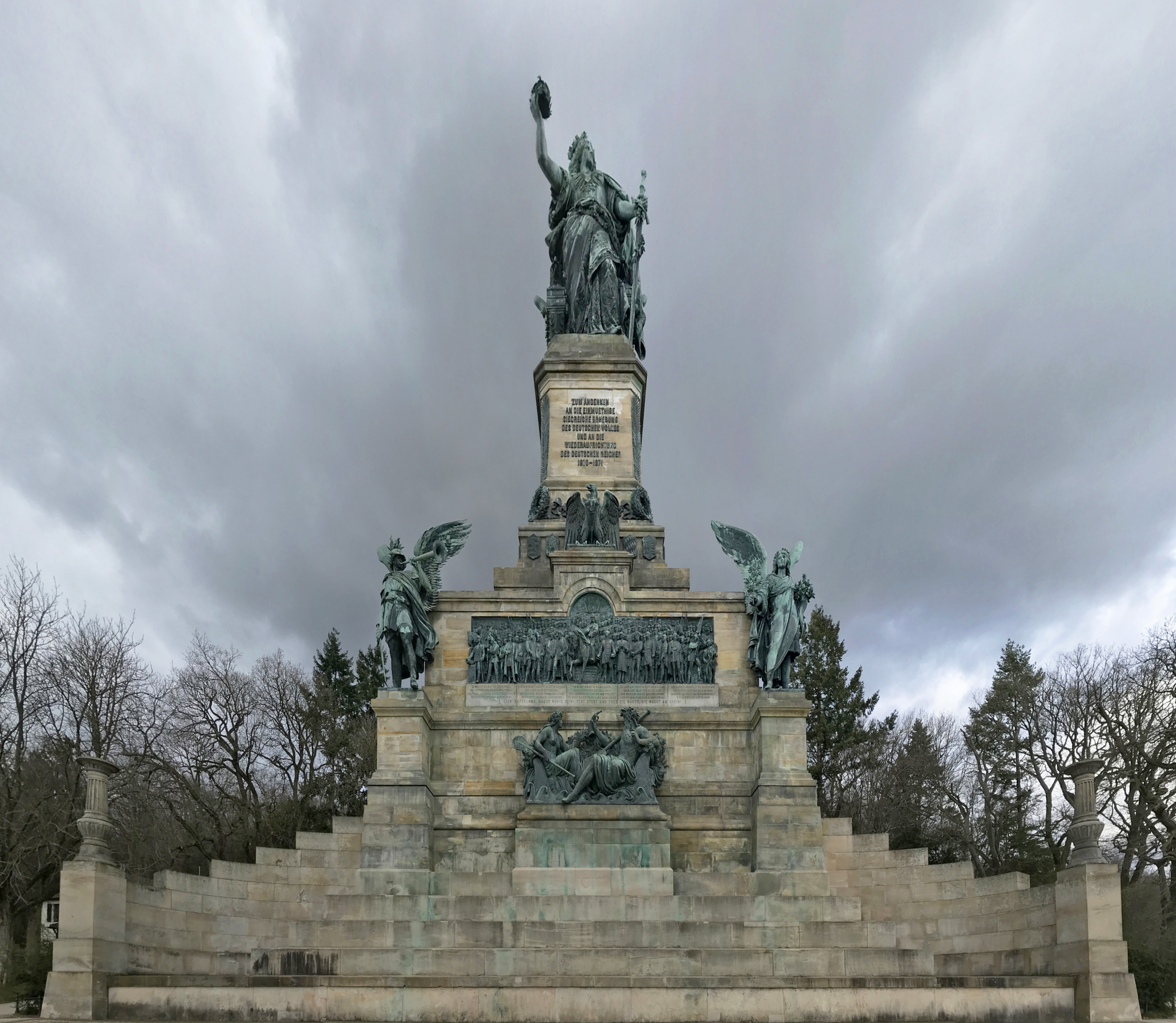
Das Niederwalddenkmal

Im April 1883 hatte Kaiser Wilhelm I. den 28. September 1883 als Tag der Einweihung des Niederwalddenkmals bestimmt, weil im Deutsch-Französischen Krieg an diesem Tag 1870 das belagerte Straßburg vor preußischen Truppen kapituliert hatte. Reinsdorf, der sich 1883 in Elberfeld aufhielt, plante einen Anschlag bei der Eröffnungsfeier, der aber fehlschlug.
Schon am 17. Juli 1883 meldete der Sozialdemokrat Wilhelm Fuhrmann (Deckname „Eintracht Nachfolger“) aus Ronsdorf dem roten Feldpostmeister Julius Motteler, dass Reinsdorf und der Spitzel Robert Palm im Besitz von Dynamit seien.
Reinsdorf lag wegen einer Beinverletzung seit Anfang September 1883 im Krankenhaus. Da er das Attentat nicht selbst ausführen konnte, beauftragte er Franz Reinhold Rupsch und Emil Küchler mit dem Anschlag.
Das Dynamitminen-Attentat auf Kaiser Wilhelm I., den Thronfolger (der spätere Kaiser Friedrich III.), den König von Sachsen und viele deutsche Fürsten, die aus Anlass der Einweihung des Nationaldenkmals auf dem Niederwald bei Rüdesheim angereist waren, scheiterte. Rupsch und Küchler hatten Dynamit und Zündeinrichtung am Vortag in einer Dränage deponiert und konnten die Zündschnur im entscheidenden Moment nicht anzünden, weil sie über Nacht feucht geworden war.
Am 26. Dezember 1883 feierten Arbeiter in Elberfeld und Barmen. Die Festlichkeit erbrachte einen erheblichen Überschuss. Am folgenden Tag baten zwei der Attentäter, Emil Küchler und Rupsch, ihnen ihre Auslagen zu erstatten, die sie für die Fahrt zum Niederwalddenkmal gehabt hatten. Vermutlich war einer der auf sie angesetzten Spitzel anwesend, denn am 27. Dezember wurden beide verhaftet.
Reinsdorf, der an Tuberkulose litt, wurde am 11. Januar 1884 in Hamburg verhaftet. Obwohl alle nun der Tat Verdächtigten in Polizeigewahrsam steckten, wurde in der Presse nicht darüber berichtet.
Am 23. April 1884 schrieb der Kaiser an den Minister Robert von Puttkamer: „Da ich nun seit Monaten nie eine Silbe über den entdeckten Frevel gehört habe […], so scheint die Angelegenheit kurz vor der Debatte über das Sozialistengesetz wichtig zu verwerten für die Abstimmung. Da ein Geständnis vorliegt, so ist das Geheimnis nun nicht mehr zu bewahren, um Mitwisser zu erforschen. Sprechen Sie doch gleich mit Frst. Bismarck von dieser Mitteilung, um die Presse in Bewegung zu setzen“. Am nächsten Tag machte Eugen Richter, Mitglied der Reichstagskommission für das Sozialistengesetz, Mitteilung, dass die Behörden Beweise über das Niederwaldattentat hätten. Damit wurde erreicht, dass sich doch noch mehr Abgeordnete für eine bisher nicht sichere Verlängerung des Sozialistengesetzes bereit erklären würden.

### Der Prozess vom 15. bis 22. Dezember 1884

Die Attentäter (zeitgenössische Zeichnung). August Reinsdorf (Erste Reihe, zweiter von links)

Unter dem Vorsitz des Senatspräsidenten Edwin Drenkmann wurde vor dem II. Strafsenat am Reichsgericht in Leipzig verhandelt. Die Anklage vertraten Oberreichsanwalt August Heinrich von Seckendorff und Staatsanwalt Ludwig Treplin. Die Angeklagten waren Reinsdorf, Karl Rheinbach, Karl Bachmann, Emil Küchler, August Töllner, Karl Holzhauer, Fritz Söhngen und Franz Reinhold Rupsch. Es waren 48 Zeugen und sechs Sachverständige geladen. Der Verteidiger Reinsdorfs war Justizrat Gottfried Fenner.
Die Anklage bezog sich auf den Brandanschlag auf den Gasthof „Willems“ in Elberfeld am 4. September 1883, auf das fehlgeschlagene Attentat vom 27./28. September 1883 und auf den Anschlag auf die Festhalle in Rüdesheim am Abend des 28. September 1883. Reinsdorf sollte der Anstifter aller drei Taten sein. Küchler und Rupsch wurden der beiden letzten Taten wegen angeklagt. Holzhauer, Söhngen, Töllner und Rheinbach waren der Teilnahme an den beiden letzten Verbrechen angeklagt.
Die Anklage für Bachmann lautete auf § 112 RStGB, § 43 RStGB, § 306 Ziffer 2 RStGB, § 311 RStGB und § 73 RStGB.
Der Zeuge Roland Palm, der die Beschaffung von Sprengstoff finanziert haben soll, wurde nicht vereidigt.

### Urteil und Tod
Er wurde wegen Anstiftung zum Hochverrat am 22. Dezember 1884 durch das Reichsgericht zum Tode verurteilt und am 7. Februar 1885 im Roten Ochsen in Halle zusammen mit Küchler mit dem Richtbeil hingerichtet. Die Todesstrafe von Rupsch wurde aufgrund seines Jugendalters in lebenslange Haft umgewandelt und Karl Bachmann erhielt zehn Jahre Zuchthaus. Karl Holzhauer wurde wegen Beihilfe zum Hochverrat mit zehn Jahren Zuchthaus verurteilt. Die anderen drei Angeklagten Karl Rheinbach, Fritz Söhngen und August Töllner wurden freigesprochen.
Zu seiner Verteidigung sagte er vor Gericht: „Die Arbeiter bauen Paläste und wohnen in armseligen Hütten; sie erzeugen alles und erhalten die ganze Staatsmaschine, und doch wird für sie nichts gethan; sie erzeugen alle Industrieprodukte, und doch haben sie wenig und schlecht zu essen; sie sind eine stets verachtete, rohe und abergläubische Masse voll Knechtsinns. Alles, was der Staat thut, hat allein die Tendenz, diese Verhältnisse ewig aufrechtzuerhalten. Die oberen Zehntausend sollen sich auf den Schultern der großen Masse erhalten. Soll dies wirklich ewig dauern? Ist eine Änderung nicht unsere Pflicht? Sollen wir ewig die Hände in den Schoß legen?“

### Rezeption
Johann Most würdigte ihn in seiner Zeitung „Freiheit“ am 14. Februar 1885 mit einem Bild und einem Nachruf.
Der Arbeiterfreund. Zeitschrift des Centralvereins in Preußen für das Wohl der arbeitenden Klassen schrieb 1888 über ihn: „Reinsdorf, der erste deutsche anarchistische Agitator deutschen Ursprungs, und Dave scheinen die Lehrmeister Mosts gewesen zu sein.“
Wilhelm Liebknecht meinte: „Von Reinsdorf, der bis zum Niederwalddenkmal stets in polizeilicher Begleitung marschierte und nicht einen Moment, seit er den politischen Schauplatz betrat, diese polizeiliche Begleitung abschütteln konnte […]. Sein Prozeß hat zweierlei zur klarsten Evidenz gebracht: daß die Polizei ein Attentat nötig hatte und daß Leute vom Schlag eines Reinsdorf keine Polizei hinter sich haben und innerhalb des deutschen Proletariats vollkommen vereinsamt sind.“
Franz Mehring schrieb: „Eine andere Reihe anarchistischer Taten ging im Herbst 1883 von Elberfeld-Barmen aus. Ihr leitender Kopf war der Schriftsetzer August Reinsdorf […]. Er war kein Polizeispitzel, wofür er lange Zeit galt, und gab sich auch nicht […] mit gemeinen Verbrechen ab, aber über einen Verschwörer nach dem Geschmacke der Polizei brachte er es nicht hinaus.“
Hermann Tobias meinte: „August Reinsdorf [hatte] sich in der Elberfelder Anarchistengruppe ein gehorsames Werkzeug geschaffen, das ihn wie einen Gott verehrte. […] [Er schuf] den entsetzlichsten Mordplan, der je erdacht wurde.“
Max Schütte kam zu dem Ergebnis: „Ja, lehrreich ist sie nach vielen Seiten hin, die Geschichte von August Reinsdorf und der Niederwald-Verschwörung.“

## Werke

### Zeitungskorrespondenzen
- Sind die Internationalen praktisch? In: Arbeiter-Zeitung. Grütli-Verein, Bern, 16. November 1876, Textarchiv – Internet Archive
- Arbeiter-Zeitung. Grütli-Verein, Bern, 15. Mai 1877, Textarchiv – Internet Archive
- Zur Organisation. In: Freiheit. London, 10. Juli 1880, Textarchiv – Internet Archive
- Pflichten des Revolutionärs gegen sich selbst. In: Freiheit. London, 30. September 1880,Textarchiv – Internet Archive

### Briefe
- August Reinsdorf an Johann Most (Anfang) 1874. Textarchiv – Internet Archive
- August Reinsdorf an Johann Most 20. Juni 1880.[56] Textarchiv – Internet Archive
- August Reinsdorf an Johann Most 17. Juli 1880. Textarchiv – Internet Archive
- August Reinsdorf an einen Unbekannten in Amerika 11. Mai 1880. Textarchiv – Internet Archive
- August Reinsdorf an einen Unbekannten in Amerika 23. August 1880. Textarchiv – Internet Archive
- August Reinsdorf an Fritz … 15. Juli 1883. Textarchiv – Internet Archive
- August Reinsdorf an Bruno Reinsdorf 6. Februar 1885. Textarchiv – Internet Archive
- August Reinsdorf an seine Eltern Friedrich August Reinsdorf und Christinae Emilie Reinsdorf 6. Februar 1885. Textarchiv – Internet Archive

### Sekundärliteratur
- Vetter Niemand:[58] Trutz-Eisenstirn. Erzieherisches aus Puttkamerun. Ein vierblättriges Broschüren-Kleeblatt nebst einem Anhang. German Coop. Print. and Publ. Co., London 1886 (=Sozialdemokratische Bibliothek 29)[59]
- Der Anarchismus und seine Träger. Enthüllungen aus dem Lager der Anarchisten. Vom Verfasser der Londoner Briefe in der Kölnischen Zeitung[60] Neufeld & Mehring, Berlin 1887, S. 25 ff.
- Franz Mehring: Geschichte der deutschen Sozialdemokratie. 2. Teil. J. H. W. Dietz, Stuttgart 1898[61]
- Max Schütte: August Reinsdorf und die Niederwald-Verschwörung. Eine geschichtliche Schilderung des geplanten Attentats gegen den kaiserlichen Hofzug am 28. September 1883, dem Prozess und die Hinrichtung der Verurteilten. Verlag von „Neues Leben“, Berlin 1902.
  - 2., durchges. und verbesserte Auflage. Frauböse, Berlin 1905 (=Revolutionäre Arbeiter-Bibliothek 4)
  - a-verbal Verlag, Berlin 1983. ISBN 3-88999-002-9 Auszug daraus
- Die ersten Pioniere des Anarchismus in Deutschland – August Reinsdorf und seine Zeit. In: Der Anarchist. Anarchie ist Ordnung, Freiheit und Wohlstand für Alle. 1. Jg. Richard Klose, Berlin 1903.
- Johann Langhard: Die anarchistische Bewegung in der Schweiz von ihren Anfängen bis zur Gegenwart und die internationalen Führer. O. Häring, Berlin 1903, S. 249–263 („Achtes Kapitel. August Reinsdorf“). 2. Auflage. 1909, Textarchiv – Internet Archive
- Hugo Friedländer: Das Dynamit-Attentat bei der Enthüllungsfeier des Niederwald-Denkmals am 28. September 1883 vor dem Reichsgericht. In: Interessante Kriminal-Prozesse von kulturhistorischer Bedeutung. Band 4, Hermann Barsdorf, Berlin 1911, S. 159–240; Digitalisat. zeno.org.
  - Das Dynamit-Attentat bei der Enthüllungsfeier des Niederwald-Denkmals. In: Kulturhistorische Kriminal-Prozesse der letzten vierzig Jahre. Band 1. Continent, Berlin 1908, S. 49–54 (Wikisource).
- Dieter Fricke: Bismarcks Prätorianer. Die Berliner politische Polizei im Kampf gegen die deutsche Arbeiterbewegung (1871–1898). Rütten & Loening, Berlin 1962.
- 112. Reinsdorf, Friedrich August. In: Helga Berndt: Biographische Skizzen von Leipziger Arbeiterfunktionären. Eine Dokumentation zum 100. Jahrestag des Sozialistengesetzes (1878–1890). Akademie Verlag, Berlin 1978, S. 216–219 (Lizenzausgabe Topos, Vaduz 1979).

### Verfilmung
- Ein deutsches Attentat mit Vadim Glowna als August Reinsdorf (Fernsehfilm, BR Deutschland 1975)